# Nicolas de Loverdo
Nicolas de Loverdo (Cefalonia, 3 novembre 1737 – Parigi, 26 luglio 1836) è stato un generale francese.
Ha combattuto nelle Guerre napoleoniche. Dopo la Restaurazione prese parte alla Spedizione di Spagna (1823) e alla conquista dell'Algeria (1830). Fece parte del Consiglio superiore di guerra. Il suo nome é inciso sulla 29 esima colonna dell'Arco di trionfo dell'Etoile.